# Raphopoda
Raphopoda é uma subclasse de organismos unicelulares heterocontes pertencentes à classe Raphidophyceae s.l. que agrupa duas ordens de pequenos heliozoários comuns em água doce e água salobra.